# 阿列河畔佩里尼亚
阿列河畔佩里尼亚（法語：Pérignat-sur-Allier，法語發音：[peʁiɲa syʁ alje]）是法国多姆山省的一个市镇，位于该省中部偏南，属于克莱蒙费朗区。阿列河畔佩里尼亚被称为“世界稻草人之都”（Capital mondial d'épouvantail）。

## 地理
阿列河畔佩里尼亚（45°43'42"N, 3°13'55"E）面积4.9 平方千米，位于法国奥弗涅-罗讷-阿尔卑斯大区多姆山省，该省份为法国中南部省份，北起阿列省接壤，东临卢瓦尔省，南至上盧瓦爾省和康塔爾省，西接科雷兹省和克勒兹省。
与阿列河畔佩里尼亚接壤的市镇（或旧市镇、城区）包括：奥弗涅地区库尔农、拉罗什努瓦尔、阿列河畔圣博内、阿列河畔圣乔治、阿列河畔米尔。

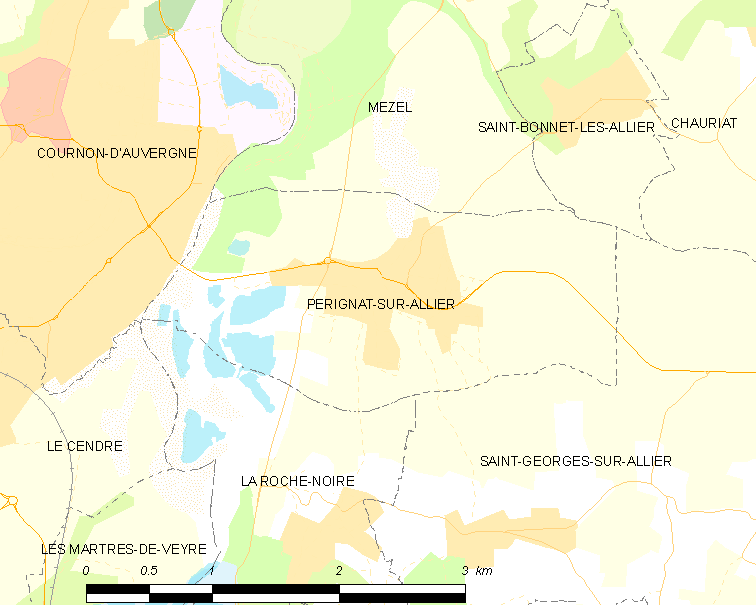
阿列河畔佩里尼亚的OSM定位图

阿列河畔佩里尼亚的时区为UTC+01:00、UTC+02:00（夏令时）。

## 行政
阿列河畔佩里尼亚的邮政编码为63800，INSEE市镇编码为63273。

## 政治
阿列河畔佩里尼亚所属的省级选区为维克勒孔特县。

## 人口

1962-2008年间阿列河畔佩里尼亚人口变化图示

阿列河畔佩里尼亚于2022年1月1日时的人口数量为1492人。